# 尤托 (密西西比州)
尤托（英語：Eutaw）是位於美國密西西比州玻利瓦縣的鬼鎮。

## 歷史
尤托的郵局於1890年設立，其後於1952年停運。

## 地理
尤托所處的海拔為高於海平面40米（即131英呎），而該地所採用的時區為UTC-6，即北美中部時區（CST）。同時該地設有夏令時間，為UTC-6調快一小時，即UTC-5（CDT）。